# 悉尼皇家剧院
33°52′05″S 151°12′32″E / 33.868°S 151.2088°E
悉尼皇家剧院（英語：Theatre Royal）是澳大利亚最古老的戏剧机构。悉尼最早的皇家剧院由Barnett Levey建在皇家酒店（Royal Hotel）的后面，但是在1840年不幸被火焚毁。这个名字直到35年后、也就是1875年Castlereagh街和Rowe街的街角挨着澳大利亚酒店（Australia Hotel）建起一座新的皇家剧院才被拾起。但是那个剧院和其所在的街区，又在1971年2月因为MLC中心的建设而被拆除了。Action by construction建筑联合会采取行动迫使开发商和不情愿的设计师把一个替代的剧院夹道原本的设计里。皇家剧院于1976年在皮特街和Castlereagh街中间的国王街108号、MLC中心重新开放。该剧院能够容纳1180个座位，并且提供话剧，喜剧和音乐剧在内的各式各样的娱乐节目直到2016年暫停營業。2021年恢復營業。